# Louis Jolliet
Louis Jolliet, también conocido como Joliet (Quebec, 21 de septiembre de 1645 - mayo de 1700), fue un explorador francocanadiense de Norteamérica, en especial del actual territorio quebequés. Junto con el misionero jesuita Jacques Marquette fueron en 1673 los primeros europeos en recorrer y levantar mapas del curso alto río Misisipi, al que llegaron viajando desde Nueva Francia, el territorio del actual Canadá (desde el sur, el río ya había sido ya explorado por los españoles de la expedición de Hernando de Soto).
Según la Enciclopedia de la música de Canadá, Louis Jolliet marcó también una página en la historia de la música en Canadá. Fue el primer canadiense que estudió música en Europa. Jérôme Lalemant escribió: «Mons. Obispo cenó con nosotros y el sr. Meser [Maizerets], y por la noche invitamos a los señores Morin y Joliet, nuestros oficiales de música, a cenar». Louis Jolliet tocaba el clavecín y el órgano. En un servicio conmemorativa en 1700, se le agradeció «por haber tocado los órganos en la Catedral y la parroquia durante muchos años. Hecho gratis».

## Biografía

### Primeros años
Louis Jolliet nació en 1645 en un asentamiento francés cerca de la ciudad de Quebec, hijo de Jean Jolliet, miembro de la Compagnie des Cent-Associés, y de María Abancourt. Cuando tenía siete años, su padre murió y su madre volvió a casarse con un exitoso comerciante. El padrastro de Jolliet era propietario de tierras en la isla de Orleans, una isla en el río San Lorenzo, en Quebec, donde vivían varias tribus nativas americanas. Jolliet pasó mucho tiempo en la isla de Orleans, así que es probable que comenzara a hablar las lenguas indígenas a una edad temprana. Durante su infancia, Quebec era el centro del comercio de pieles francés. Los nativos eran parte de la vida cotidiana en Quebec, y Jolliet creció sabiendo mucho sobre ellos. También hablaba inglés, español y francés.
Jolliet emprendió sus estudios en el Seminario de Quebec a la edad de 10 años. Su primer deseo era convertirse en un miembro del clero, recibiendo las órdenes menores el 16 de agosto de 1662. Como tenía ciertas dotes musicales, fue ascendido a oficial de la música en la universidad. Más tarde, se convirtió en el primer organista de la catedral de Quebec.
En 1666, el censo lo describe como «clerc d'église» (secretario de la iglesia). El 2 de julio del mismo año defendió una tesis de filosofía en presencia de monseñor de Laval, del gobernador Rémy-de Courcelles y del intendente Jean Talon.
En ese momento, su vocación comenzó a fallar. En julio de 1667, abandonó el seminario y, unas semanas más tarde, se embarcó para Francia, donde vivió principalmente en París y La Rochelle. En 1668, está de regreso en Quebec, donde decidió convertirse en distribuidor después de haber adquirido mercaderías para intercambiar al comerciante Charles Aubert de La Chesnaye.

### El encuentro con el Misisipí
Si bien Hernando de Soto fue el primer europeo en registrar oficialmente el río Misisipi, al descubrir su entrada meridional en 1541, Jolliet y Marquette fueron los primeros en localizar su curso superior y recorrer la mayor parte de su recorrido, unos 130 años después. De Soto había bautizado el río como Río del Espíritu Santo, pero las tribus a lo largo de su recorrido lo llamaban variaciones de "Misisipi", que significa "Gran Río" en las lenguas algonquinas.

#### Génesis de la expedición
Jean Talon, que tenía como meta el desarrollo de la economía de la Nueva Francia, había oído hablar del río Misisipi y creía que la alianza con los nativos de esa región podría rendir dividendos a largo plazo. En 1672, decidió enviar a Louis Jolliet para descubrirlo, ya que la audacia y la determinación del joven ya eran conocidas en ese momento. En el otoño, el intendente dejó Quebec para Francia, pero aun así ofreció su candidato al nuevo gobernador Louis de Buade de Frontenac, que lo aceptó sin dudar.
Jolliet, que se unió al proyecto con entusiasmo, tuvo algún problema al principio ya que sabía que el Estado no iba a financiar su expedición. Así que fundó una compañía comercial con algunos hombres de negocios de la colonia, incluyendo a su hermano Zacharie. Los ingresos de la nueva compañía se utilizarían para sufragar los gastos de la expedición.
El 8 de diciembre de 1672, Jolliet está en Michilimackinac, en el extremo de los lagos Hurón, Superior y Míchigan. Llevaba una carta del padre Claude Dablon al jesuita Jacques Marquette, pidiéndole que se uniera a la expedición. Marquette acepta con mucho gusto, sobre todo porque conoce varias lenguas de las tribus indígenas de la región.

#### Descubriendo el Misisipí

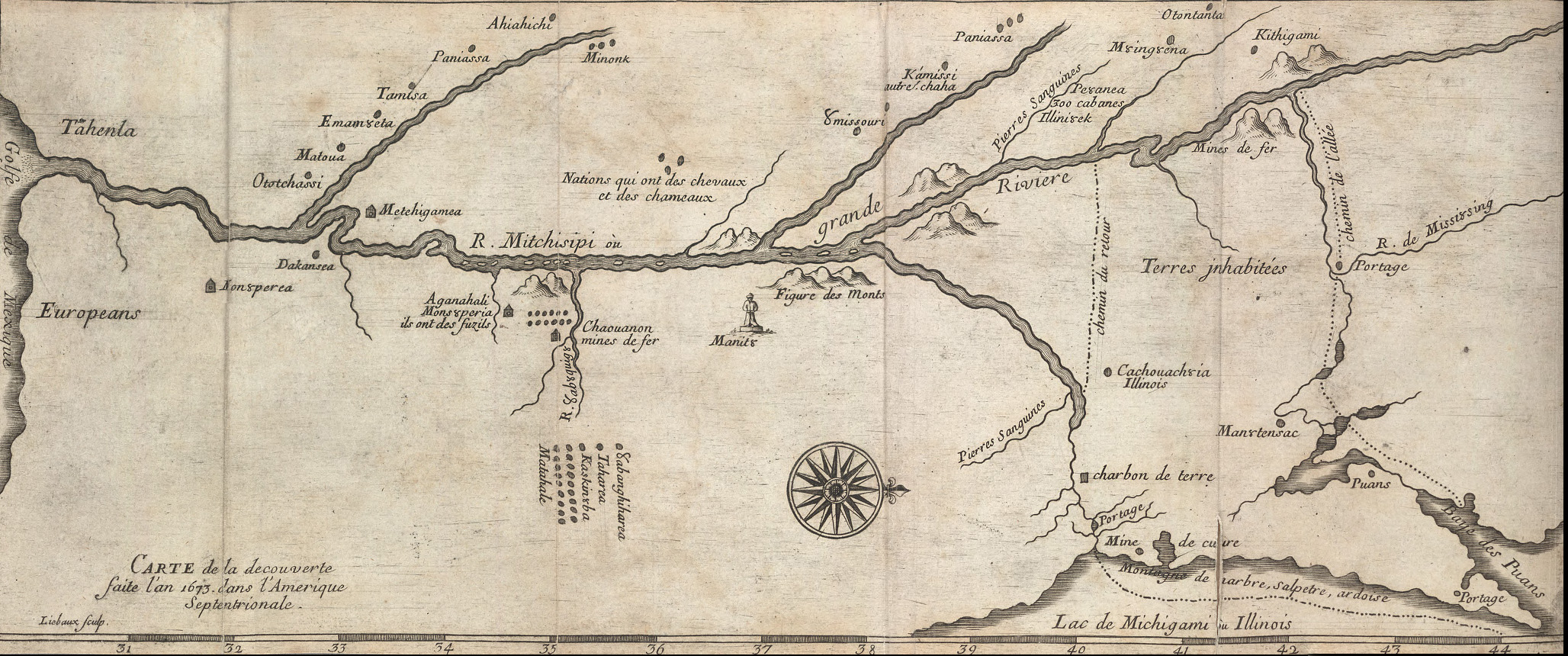
Mapa de la expedición de 1673 de Marquette y Jolliet la (ca. 1681).

Jolliet y Marquette pasaron el invierno de 1672-73 organizando los preparativos finales. Partieron el 18 de mayo de 1673 de St. Ignace, en dos canoas en un grupo compuesto por siete hombres, ellos dos y otros cinco coureurs des bois de ascendencia franco-india (hoy en día métis). Viajaron primero hacia el oeste, siguiendo a lo largo de la orilla norte del lago Míchigan y la costa occidental de la bahía de Green Bay. Después de hacer una parada en la Misión de San Francisco Javier, remontaron el río Fox casi hasta su cabecera, al pueblo de Mascoutens. Allí supieron de la existencia, tres millas más lejos, de un afluente del río Misisipí. Portearon sus canoas una distancia de poco menos de dos millas a través de pantanos y llanuras de roble hasta alcanzar el río Meskousing (hoy, río Wisconsin). (En ese punto los europeos finalmente construyeron un puesto comercial, Portage, llamado así por su ubicación.)
A partir de ahí, el grupo se aventuró ya en la cuenca del Misisipí. Descendieron el Meskousing y alcanzaron el Misisipí el 17 de junio, cerca de la actual localidad de Prairie du Chien. Hasta entonces habían recorrido ya unos 800 km, de los cuales cerca de 200 km correspondían al Wisconsin. Durante diez días siguieron el Misisipí aguas abajo en dirección sur sin encontrar un alma. Llegaron al primer poblado indígena en la desembocadura del río Iowa. Se trataba de una tribu de indios illinois que los recibieron bien.
En septiembre de ese mismo año fueron los primeros blancos en cruzar el río Chicago. Luego descubrieron las desembocaduras de los ríos Misuri y Ouabouskigou (hoy, río Ohio), los dos principales afluentes del Misisipí. En la desembocadura del Ohio, ya habían recorrido casi 2 000 km. No se atrevieron a ir más lejos ya que los indios se volvieron hostiles. Marquette no entendía su idioma pero supo que ya estaban negociando con los españoles y temerosos de caer en sus manos, decidieron emprender el regreso. El viaje terminó, por tanto, aguas  abajo de la frontera actual de los estados de Arkansas y Luisiana. Aún tenían todavía 1.100 km por recorrer antes de llegar a la desembocadura en el golfo de México.
El viaje de regreso se lleva a cabo desde mediados de julio. Siguieron el Misisipí de vuelta hasta la desembocadura del río Illinois, ya que habían aprendido gracias a los indígenas locales que era una ruta más corta para estar de regreso en los Grandes Lagos. Siguiendo el Illinois y luego una de sus fuentes, el río Des Plaines, cruzaron a continuación el Chicago Portage, para llegar de nuevo al lago Míchigan, cerca de la ubicación de la actual ciudad de Chicago. Jolliet y Marquette estaban en la misión de San Francisco Javier en Green Bay (Wisconsin) a mediados de octubre. Marquette se detuvo en la misión, mientras que Jolliet regresó a Quebec para informar de las noticias de sus descubrimientos. Pasó el invierno de 1673-74 en Sault Ste. Marie (Ontario), donde recopió las notas de su viaje. Por desgracia, a su regreso a la colonia, en mayo de 1674, naufragó en Sault-Saint-Louis, aguas arriba de Montreal. Se las arregló para salir con vida, pero su diario y papeles personales desaparecieron en las aguas. Algún tiempo después, sus copias también fueron destruidas en un incendio en Sault-Sainte-Marie, por lo que ya no queda ningún relato detallado de este viaje histórico.
El grupo retornó al territorio de Illinois a finales de 1674, convirtiéndose en los primeros europeos en pasar el invierno en lo que se luego se convertirá en la ciudad de Chicago. Bien recibidos como invitados por las tribus de la Confederación de Illinois, los exploradores fueron festejados en el camino y se alimentaron con alimentos ceremoniales como el sagamite.

### Establecimiento en la costa norte
El 17 de octubre de 1675 Jolliet se con casó Claire-Françoise Byssot, una canadiense de 19 años, hija de François Byssot y de Marie Couillard. Deseaba establecerse en el país de los Illinois, pero Jean-Baptiste Colbert se opuso. En 1678, recibió tierras en la región de Sept-Îles, donde se estableció.
En 1679, Frontenac le encarga visitar la bahía de Hudson para tratar de establecer vínculos comerciales con los indios del Norte e investigar sus contactos con los ingleses que estaban asentados allí. Fue hasta allí tomando el río Saguenay y el lago Saint-Jean. Se reunió con el gobernador británico del lugar, Charles Bailey, que lo recibió con honor porque había oído hablar de su expedición en el Misisipi. Jolliet regresó convencido de que los ingleses harían «buen comercio de Canadá» («plus beau commerce du Canada»). 
El mismo año, Jolliet consiguió que se le concediesen las tierras del archipiélago de Mingan, donde se proponía establecer pesquerías de bacalao, foca y ballena. Los años que siguieron pasó los veranos en la isla de Anticosti, construyendo una estancia en el río à l'Huile, ocupándose de sus tierras y sus negocios, y regresando a Quebec para pasar los inviernos. También construyó un fuerte, mantenido por soldados. En 1690, la flota al mando de William Phips, futuro gobernador de la colonia británica de Massachusetts, se apoderó de su barco, confiscó sus bienes y le hizo prisionero, junto a su esposa y su madrastra.

### Últimos años
En 1694, Louis Jolliet exploró la costa de Labrador, que describió y cartografió. Su documento, que se conserva, contiene dieciséis bocetos cartográficos con una primera descripción de la costa entre el cabo Charles y Zoar.
En 1697, el explorador recibió su certificado de «hydrographe royal» y el 30 de abril se le concedió el señorío (feudo) de Jolliet, localizado al suroeste de la ciudad de Quebec, haciendo de él un noble menor, aproximadamente el equivalente colonial de un baronet hereditario, con el título de sieur Jolliet [señor de Jolliet] (ver régimen señorial de la Nueva Francia, (en inglés). Pasó la temporada cálida trabajando en sus tierras en la Côte-Nord, regresando a Quebec en el otoño para enseñar su material en el Colegio de los jesuitas.
En mayo de 1700, Louis Jolliet fue a la isla de Anticosti y se presume que habría muerto entre el 4 de mayo y el 15 de septiembre, aunque su cuerpo nunca fue encontrado. Se celebró una misa por su alma el 15 de septiembre de 1700.
Jolliet fue uno de los primeros descendientes de europeos nacidos en la Nueva Francia en obtener un reconocimiento internacional durante su vida por haber realizado importantes descubrimientos. Aunque no se sabe que exista ningún retrato auténtico de época, Jolliet es representado a menudo vistiendo el típico traje de hombre de la frontera (pantalones de ante y sombrero de piel) o, por contraste, como un noble europeo, dada su riqueza personal y el prestigio que tuvo mientras vivía en la sociedad colonial.

## Legado

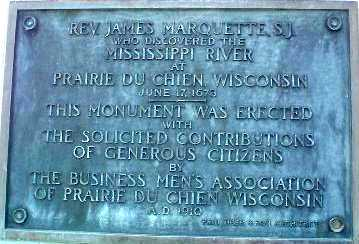
Placa que conmemora la llegada de Marquette a Prairie du Chien

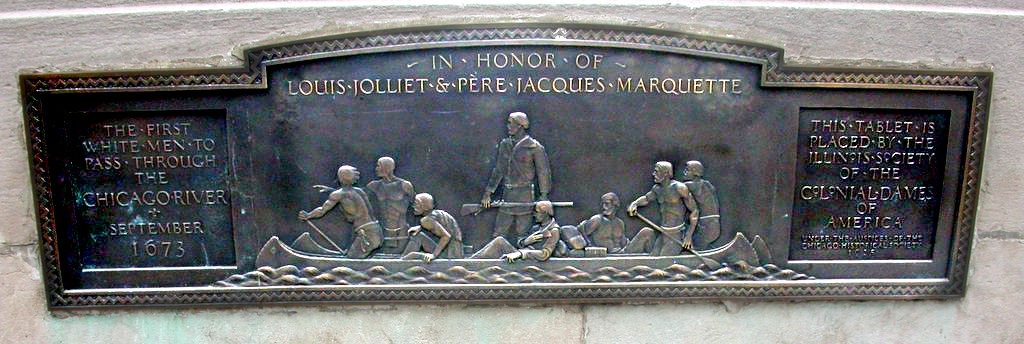
Placa que conmemora la primera travesía del río Chicago por los occidentales.

La memoria de Louis Jolliet es honrada en el Medio Oeste de los Estados Unidos y en la provincia canadiense de Quebec, principalmente a través de nombres geográficos, incluyendo las ciudades de Joliet (Illinois) (147.433 hab. en 2010); Joliet (Montana) (575 hab. en 2000); Joliet (Pensilvania); y Joliette (Quebec) (fundada por uno de los descendientes de Jolliet, Barthélemy Joliette, que contaba con 19.045 hab. en 2006). Además, hay numerosos escuelas secundarias bautizadas en su nombre en (Joliet High School) y el Joliet Junior College, localizado en la ciudad de Joliet (Illinois).
Las variaciones en la grafía de «Jolliet» reflejan las vacilaciones en la escritura que se daban en esos momentos, una época en que el analfabetismo y la pobre alfabetización eran comunes y en que la ortografía no estaba todavía muy normalizada. Los descendientes de Jolliet viven a lo largo del Canadá oriental y en los Estados Unidos. La rosa Louis Jolliet, desarrollada por Agriculture and Agri-Food Canada, fue nombrada en su honor.
El Escuadrón de cadetes Jolliet de la Escuela militar real de Saint-Jean (Collège militaire royal de Saint-Jean) en la provincia de Quebec fue también nombrado en su honor.